# 海蘭維爾 (密蘇里州)
海蘭維爾（英語：Highlandville）是位於美國密蘇里州克里斯蒂安縣的城市。

## 人口
根據2020年美國人口普查的數據，海蘭維爾的面積為12.76平方千米，當中陸地面積為12.75平方千米，而水域面積為0.01平方千米。當地共有人口963人，而人口密度為每平方千米75人。